# 光明桥
光明桥位于北京市东城区与朝阳区的交界处，是东二环路最南端的一座立交桥。该桥建设于1990年前后北京实施的“两厢”工程，成为二环路的一部分。该工程由市市政设计研究院设计，市第二市政工程公司施工，1987年11月开工。光明桥地区由龙潭街道管辖，附近有国家体育总局、北京市龙潭中学、北京市第五十五中学、龙潭公园等单位。

## 结构
光明桥包括五座混凝土梁式桥（一座主桥、两座非机动车桥和两座匝道跨河桥）和四条匝道。东西走向主桥位于上层，总长219.46米，依结构分为三段，中段既跨路又跨河。桥面结构为五孔简支钢筋混凝土I形梁组合连续桥面体系。两座非机动车桥位于中层。四条匝道连接上层桥和下层道路的引道。
| ↑北            |   | 二环   |   |        |
|                |   | ↑      |   |        |
| 光明路、护城河 | ← | 光明桥 | → | 劲松路 |
|                |   | ↓      |   |        |
|                |   | 二环   |   |        |